# Neurolepis villosa
Neurolepis villosa é uma espécie de bambu da família Poaceae, que é endêmica do sul do Equador, estando ameaçada pela perda de habitat. Mede até um metro de altura e forma grupos densos. Seu caule é oco e arroxeado, suas folhas são largas (com aproximadamente 20 centímetros), cobertas por pelos brancos, grossos e macios, com as bordas contendo espinhos cortantes. Suas flores estão entre a altura das folhas ou mais altas, são marrons claras e são pouco chamativas e rígidas, medindo 4 milímetros de largura.